# Kolfälten i Jharia

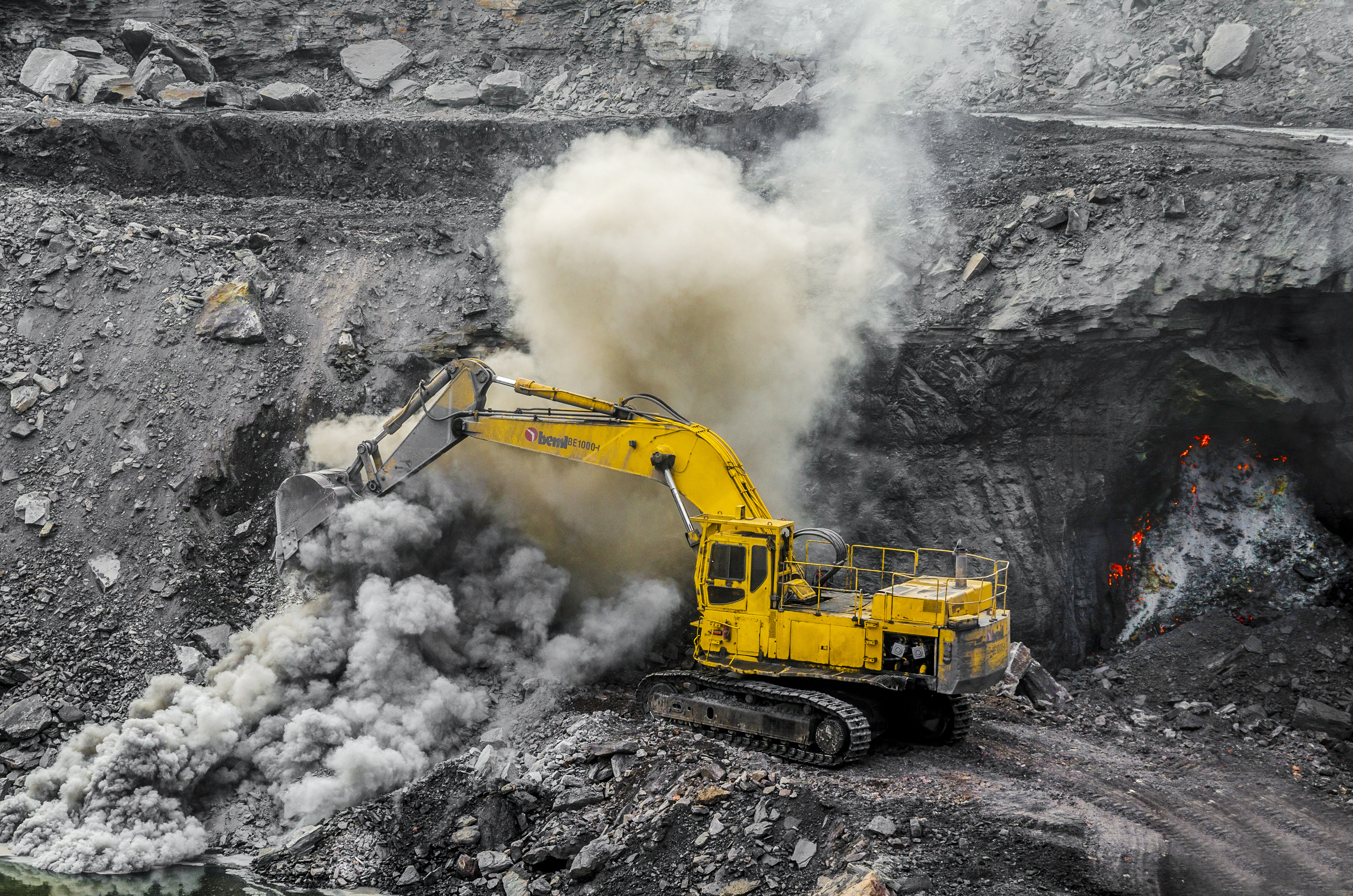
En kolgruva i Jharia.

Kolfälten i Jharia är ett stort kolfält i Jharia i delstaten Jharkhand i östra Indien. Jharia har de största reserverna med kol i hela Indien med 19,4 miljarder ton kol. Kolfälten är viktiga för den lokala ekonomin genom att de direkt eller indirekt förser invånarna med arbete.
Det pågår en brand i kolbädden sedan åtminstone år 1916, vilket innebär att 37 miljoner ton kol har brunnit upp och påverkat marksättningen, vattnet och luften i området samt staden Jharia. Föroreningarna har lett till bildandet av en myndighet som har till uppgift att flytta lokalbefolkningen, men detta projekt har framskridit mycket långsamt.